# Jedna mezi oči
Jedna mezi oči (Bullet to the Head) je americký akční film režiséra Waltera Hilla z roku 2012. V hlavní roli účinkuje Sylvester Stallone.

## Děj
Nájemní zabijáci z New Orleans James Bonomo a jeho parťák Louis Blanchard mají za úkol zavraždit jistého Hanka Greela. Krátce potom na tuto dvojici někdo pošle člověka, aby zabránil, že by se vyšetřování dostalo až k němu samému. Povede se mu však zabít jenom Louise. James se v rámci vyšetřování Louisovi vraždy seznámí s detektivem Taylorem Kwonem. Tomu později několikrát zachrání život a začnou spolupracovat. Taylor si přes policejní databázi dohledá, kdo za tím vším stojí, a James je postupně zabíjí. Jediná Jamesova slabina je jeho dcera Lisa. Tu využije Morel, aby dostal Jamese kam chce. Morelův zabiják Keening, který je vrah Louise, Lisu unese. Při vyřizování si účtů mezi Jamesem a Keeganem zase zachrání Taylor život Jamesovi. Jenže pořád je Taylor Kwon policista a James několikanásobný vrah. Po přestřelce ve staré továrně James nechal Taylora žít za oplátku, že Taylor o Jamesovi nic neřekne.

## Obsazení
| Sylvester Stallone       | James Bonomo       |
| Sung Kang                | Taylor Kwon        |
| Sarah Sashi              | Lisa Bonomo        |
| Adewale Akinnuoye-Agbaje | Robert Nkomo Morel |
| Jason Momoa              | Keegan             |
| Christian Slater         | Marcus Baptiste    |
| Jon Seda                 | Louis Blanchard    |
| Holt McCallany           | Hank Greely        |
| Brian van Holt           | Ronnie Earl        |